# Watkins Glen International
Il Watkins Glen International (soprannominato Il Glen) è un autodromo situato vicino all'omonimo paese, nello Stato di New York, all'estremità meridionale del lago Seneca. Ha ospitato quindici edizioni del Gran Premio degli Stati Uniti d'America (dal 1961 al 1975) e cinque del Gran Premio degli Stati Uniti d'America-Est di Formula 1 (dal 1976 al 1980). Il circuito è stato anche sede, per più di 50 anni, di un gran numero di gare automobilistiche, praticamente di tutte le classi. Su questo tracciato furono vittime di due incidenti mortali il francese François Cevert e l'austriaco Helmuth Koinigg, rispettivamente nel 1973 e nel 1974.

## Mappe del circuito

La configurazione di 3.701 metri utilizzata dal 1961 al 1970
La configurazione di 5.435 metri utilizzata dal 1971 al 1980